# Conophoralia
Conophoralia is een orde in de taxonomische indeling van de tandmondwormen (Gnathostomulida).

## Onderliggende taxonomie
- Familie Austrognathiidae
  - Geslacht Austrognatharia
  - Geslacht Austrognathia
  - Geslacht Triplignathia